# Sátoraljaújhelyi vár
A sátoraljaújhelyi vár a Zemplénben, a sátoraljaújhelyi Várhegyen állt, délnyugatra a várostól, a Sárospatak felé vezető út fölé magasodva. A történelmi források a várat Patak-, Nagypatak-, Sátorhegy- és Újhely váraként említik. A vár kettős elnevezése egyszerű magyarázattal bír: patakinak nevezték, mivel a pataki erdőispánság, majd a pataki uradalom tulajdonába tartozott, újhelyinek pedig azért, mert Sátoraljaújhely város külterületén helyezkedett el. A vár építése 1242 és 1261 közé tehető, és 1537 körül pusztulhatott el.

## Környezete
A Sátoraljaújhelyi vár a 334 méter magas Várhegy nevű hegygerincen helyezkedett el, amely meredek oldalaival természetes védelmet nyújtott. A hegytető egy hosszúkás, keskeny fennsík, amelynek szélét természetes perem határolja. A fennsík körülbelül 95 méter hosszú és 25 méter széles. A keleti és délkeleti pereme alatt, mintegy 12 méterrel alacsonyabb szinten, egy megközelítőleg 100 méter hosszú sánc fut végig, míg a hegyoldal többi részén ilyen védművek nem találhatók. Az északnyugati vége közelében két rövid árok erősítette a természetes védelmet, amelyeket az árkokból kitermelt földdel kialakított alacsony sánc egészített ki. Az északkeleti rész közelében ma egy rádióadó áll. A fennsíktól nem messze, mintegy 45 méterre és 10 méterrel alacsonyabban, egy kisebb sziklacsoport alatt újabb árok található, amely alatt a természetes hegygerinc fokozatosan ereszkedik a mélyebben fekvő nyereg irányába.

## Kutatástörténet
A Sátoraljaújhelyi vár kutatása tulajdonképpen Détshy Mihály 1966-os tanulmányával vette kezdetét, amelyben bebizonyította, hogy Patak vára azonos a később Újhelyvára néven ismert erődítménnyel. Ez a vár a pataki erdőispánság területén épült, bár nem töltött be központi szerepet az ispánság irányításában. 1977-ben Fügedi Erik és Engel Pál adattárai gyűjtötték össze a várra vonatkozó ismereteket, majd 1986-ban Csorba Csaba két publikációban is foglalkozott a vár történetével. Ugyanebben az évben Nováki Gyula és Sándorfi György készítette el a vár területének szintvonalas felmérését, amelyet Csorba is publikált. 1994-ben Détshy Mihály egy önálló monográfiát szentelt a várnak, 1996-ban pedig Engel Pál publikálta a várra vonatkozó forrásokat a 15. század közepéig. A vár kutatása az ezredfordulót követően is tovább folytatódott. 2007-ben a sátoraljaújhelyi önkormányzat kezdeményezésére együttműködési megállapodás jött létre az önkormányzat és a Magyar Nemzeti Múzeum Rákóczi Múzeuma között, amelynek célja a vár maradványainak szisztematikus régészeti feltárása volt. A feltárást előkészítő évben a miskolci Herman Ottó Múzeum és a Miskolci Egyetem bevonásával sor került a Várhegy területének geodéziai felmérésére és részleges geofizikai vizsgálatára is. 2008-ban megkezdődött a régészeti feltárás. 
A Ringer István által vezetett 2007-es felmérés során meghatározták a vár felszínsíkját, illetve az oldalak palástjait. A kivehető tereplépcsőket leomlott falszakaszok maradványainak értelmezve meghatározták a várfalak és mesterséges létesítmények irányát. A vár területén nyolc helyen kisebb falszakaszok külső síkját találták meg, ebből magasabban felmenő falsík összesen kettő volt. Egy precíz mikrodomborzati térkép létrehozásával és a geofizikai mérések kiértékelésével nagyrészt meghatározhatóvá váltak a vár mesterséges létesítményei.
Megtisztították a központi területen lévő, mintegy 500 négyzetméter alapterületű, feltételezett pincehelyiség nyugati és déli falát, és elkezdték egy észak-déli irányú fal belső síkjának feltárását. A mintegy három méter vastag fal 150–170 centiméter magasságban áll, zömmel azonban csak falmag formájában figyelhető meg: összefüggő falsík mindössze a középső részen maradt meg, kisebb részletetekben. A fal belső síkja előtt megtisztították a Várhegyet képző, simára faragott andezit felszínt. Ettől délre egy 80–150 centiméter magasan álló fal nyugati sarkánál a köves omladékréteg alatt lépcsősor részletére bukkantak. A legalsó lépcsőfok előtt egy keményre letaposott, agyagos, helyenként faszenes járószintet találtak, melynek felületéről számottevő mennyiségű, 14–15. századi kerámiatöredék és több vaslelet került elő. Három lépcsőfokot tisztítottak ki, a fal felső omladékában pedig még egy lépcsőfok lehetséges. A középső lépcsőfok egy másodlagosan ideépített, nagy méretű kőfaragvány, vélhetően egy kapu szárkő eleme. A lépcsősor keleti oldalán előkerült annak mellvédfal-csonkja is. A további tisztítás, az óriási mennyiségű köves omladék eltávolítása után kiderült, hogy a lépcsőhöz tartozó falszakasz a keleti részen megszakad. Itt nagymérvű pusztulás, esetleg a kövek elbányászása történhetett.
A Várhegy legmagasabb pontján egy központi épületegyüttes részletét tárták fel, annak két méter széles, északra nyíló bejáratával együtt. A helyiség északnyugati sarkánál 100–150 centiméter magas felmenő falazatot tisztítottak ki az omladék alól. Keleti falában egy gótikus ülőfülke alsó része maradt fenn. A törmelékréteg alatt, a helyiség északi falának belső oldalán, közvetlenül a járószinten több nagyméretű, gótikus és reneszánsz kőfaragvány, zömmel ablak- és ajtókeretek, oszloplábazatok kerültek elő.

## Története

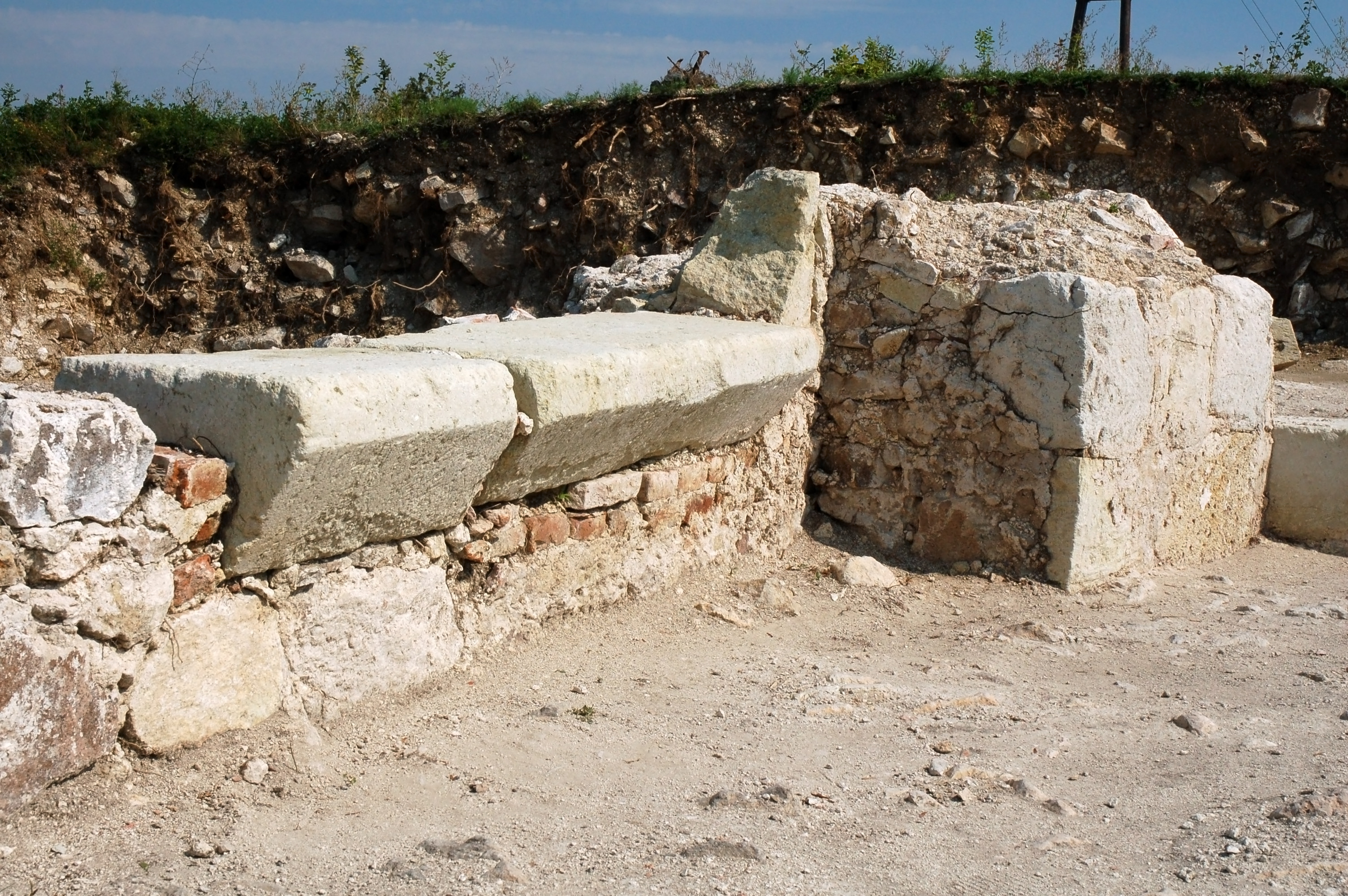
Ülőfülke maradványa

A Sátor-hegyeket először Anonymus említi a Gesta Hungarorum-ban, Sátorhalom néven. A mű szerint Árpád fejedelem Ketel vezérnek adományozta a Sátorhalomtól a Tolcsva-patakig terjedő területet. Vár vagy település azonban nem szerepel az említett forrásban, valószínűleg azért, mert ezek építése csak a tatárjárás után, IV. Béla vagy fia, István herceg (V. István király) idejében kezdődhetett meg. Sárospatak 1201-es kiváltságlevele még nem említi a várat, ami arra utal, hogy annak építése később kezdődhetett. A vár első okleveles említése 1261-ből való, és Sátoraljaújhely kiváltságlevelében található. Az újhelyi alapítólevél részletesen szabályozta a várba menekült városlakók életét: közösen kellett gondoskodniuk a vár ciszternájának vízellátásáról, veszély esetén pedig a várnagy irányítása alá kerültek. A felmerülő vitás kérdésekben a várnagy és a helyi plébános döntött. Egy évvel később, 1262-ben István herceg a Balogsemjén nemzetségből származó Ubul fia Mihály ispánnak, a későbbi Kállay család ősének, adományozta a vár északi, még befejezetlen tornyát örök birtoklásra. A torony Mihály ispán és családja önálló használatában maradt, és csak ostrom esetén kerültek a várnagy joghatósága alá, aki ilyenkor az egész vár irányítását átvette. Emellett Mihály és leszármazottai vámmentesen szállíthattak élelmet a várba, és szabadon használhatták a vár ciszternáját. A Balogsemjén nemzetség ezen ága kizárólag István herceg, később királyként pedig V. István és utódja, IV. (Kun) László uralkodása alatt birtokolta a vár ezen részét. A család hatalmának megszűnése után elveszítették várrészüket, és kikerültek a politikai befolyásból. Birtoklásuk csak a vár bizonyos részeire terjedt ki, a királyi uradalom, például Újhely városa, továbbra is a koronához tartozott. 

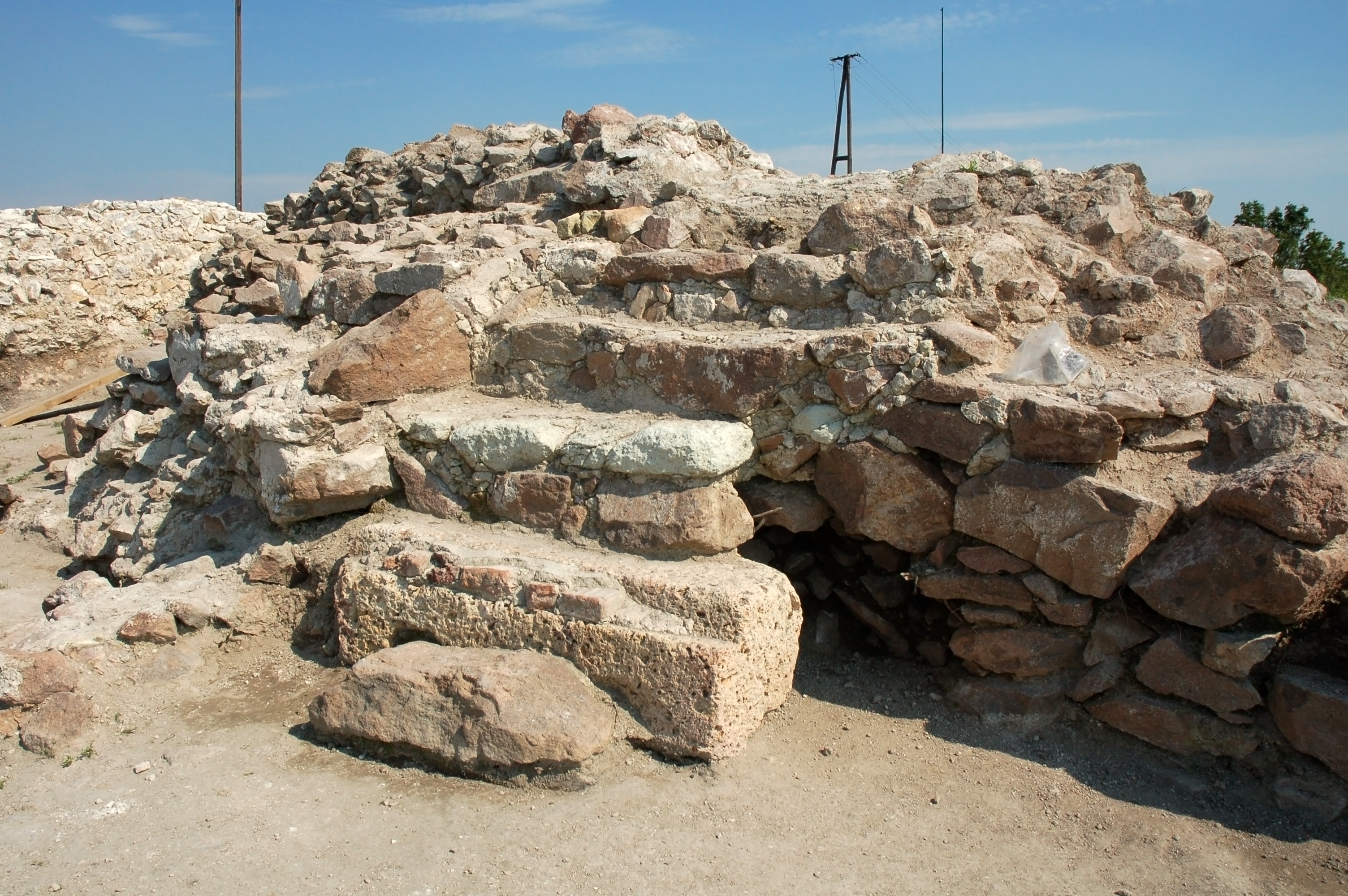
Lépcsőmaradvány

Bár a vár eredetileg a tatár támadások elleni védelemre épült, első fegyveres összecsapása egy belháborúhoz köthető. 1264-ben háború tört ki IV. Béla király és fia, István herceg között, aki ekkor már az ifjabb király címet viselte. A konfliktus idején István felesége, Erzsébet, és gyermekeik a pataki várban tartózkodtak. IV. Béla seregei megostromolták és elfoglalták az erődítményt, majd foglyul ejtették az ifjabb király családját. István feleségét és gyermekeit túszként elhurcolták. Egyes források szerint az ostromló sereget István testvére, Anna hercegné vezette. Később V. István és fia, Kun László is gyakran tartózkodott a várban. A várat 1281 vagy 1282 körül ismét ostrom alá vették. Az Aba nemzetséghez tartozó Finta, akit nem sokkal korábban fosztottak meg nádori tisztségétől, fellázadt IV. (Kun) László király ellen, és elfoglalta a várat, amelyet később fegyveres erővel szereztek vissza tőle. Újhely, más néven Patakvár, királyi várként szolgált, és az 1323-ig fennálló pataki erdőispánság központja volt. Az ispáni tisztséget Sztritei László töltötte be, akitől I. Károly király 1319-ben visszavette a várat, majd 1321-ben a bacskói Borostyán-várral kárpótolta őt és családját. Valószínűleg 1327 körül a vár Bobonics János bán tulajdonába került, aki szlavóniai birtokaiért cserébe kapta örökül, és itt végrendelkezett. A vár 1334-ben visszaszállt a királyi kincstárra. Ekkor használják először két oklevélben is az "Újhely vára" megnevezést.  Luxemburgi Zsigmond 1390-ben, majd 1392-ben Perényi Miklós szörényi bánnak adta cserébe Érdsomlyó (ma Versec, Szerbia) váráért. A Perényi család birtoklása egészen 1428-ig tartott, amikor Miklós lovászmester halálával a család ezen ága kihalt, és a vár visszakerült a koronához. 1429-ben Zsigmond király a Pálóczi családnak adományozta a várat, akik 1526-ig birtokolták. 1526-ban Perényi Péter szerezte meg a várat, de 1528 elején Szapolyai János foglalta el, majd 1529-ben I. Ferdinánd hadvezére, Katzianer segítségével Perényi visszaszerezte. A várban 1533-ból származó építészeti nyomok tanúskodnak Perényi építkezéseiről, például egy ajtókeretkő, amely ma a sátoraljaújhelyi múzeumban található. Oláh Miklós esztergomi érsek 1536-ban írt levelében említi, hogy az újhelyi várat megerősítették, és bástyákon kívül sáncokkal vették körül.
A vár 1537-ben pusztult el, pontos okai ismeretlenek. Egyes források szerint Ferdinánd hívei rombolták le, más feltételezések szerint Perényi maga semmisíttette meg, hogy az ne kerüljön ellenfelei kezére. A vár hadászati jelentősége addigra elenyészett, és fenntartása is költséges volt. 1538 októberében már romként említi egy forrás, és a vár későbbi említései is pusztulásáról tanúskodnak, például az 1546-os és 1548-as oklevelekben. A vár utolsó várnagyaként Wégh Ambrus neve maradt fenn, aki később a Sárospataki vár első várnagyaként szolgált. Az újhelyi vár helyett Sárospatak vált a térség meghatározó erődítményévé.

## Megközelítése
A 37-es főúton haladva Sátoraljaújhely felé a település határában balra kell kanyarodni a Várhegy Üdülő felé vezető úton. Az üdülő előtti parkolóból 10 perc sétával érhető el a vár.

## Képgaléria

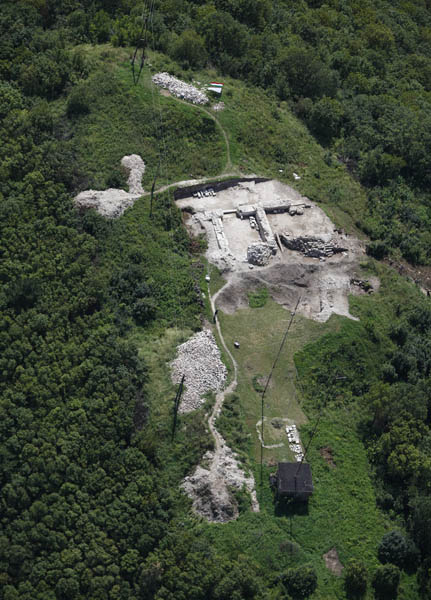
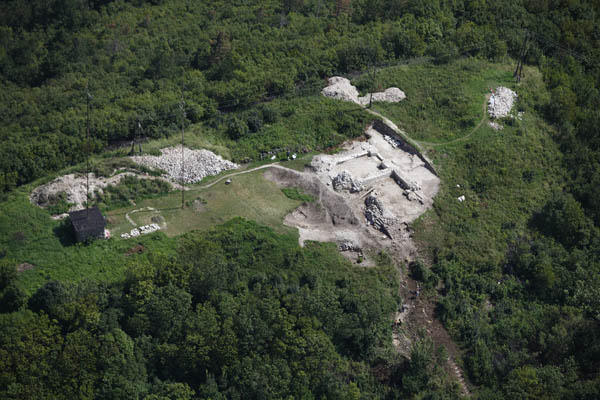
Légifotók
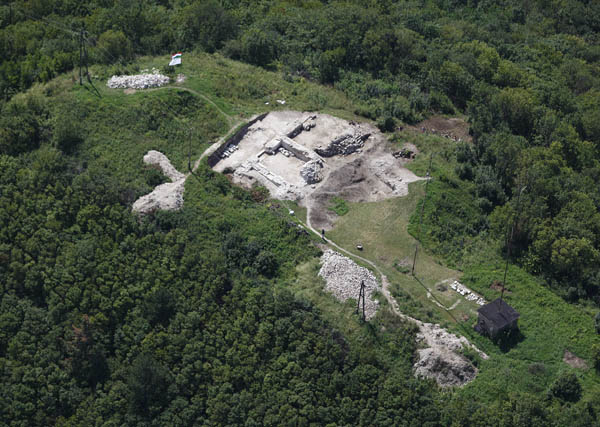

## Külső hivatkozások
- Újhely vára (Hivatalos honlap)
- Várak Magyarországon
- Sátoraljaújhely vára (varlexikon.hu)
- Egy eltűnt vár nyomában – Régészeti kutatások a sátoraljaújhelyi Várhegyen (A Kazinczy Ferenc Múzeum honlapja)